# Aldeia do Souto
Aldeia do Souto é uma povoação portuguesa do Município da Covilhã que foi sede da extinta Freguesia de Aldeia do Souto, freguesia que tinha 7,59 km² de área e 240 habitantes (2011), o que corresponde a uma densidade populacional de 31,6 hab/km².
A Freguesia de Aldeia do Souto foi extinta em 2013, no âmbito de uma reforma administrativa nacional, tendo sido agregada à Freguesia de Vale Formoso para formar uma nova freguesia denominada União das Freguesias de Vale Formoso e Aldeia do Souto com sede em Vale Formoso.
Entre 1835 e 1855, pertenceu ao concelho de Valhelhas (Guarda), e a partir dessa data passou a integrar o concelho (atual município) da Covilhã.

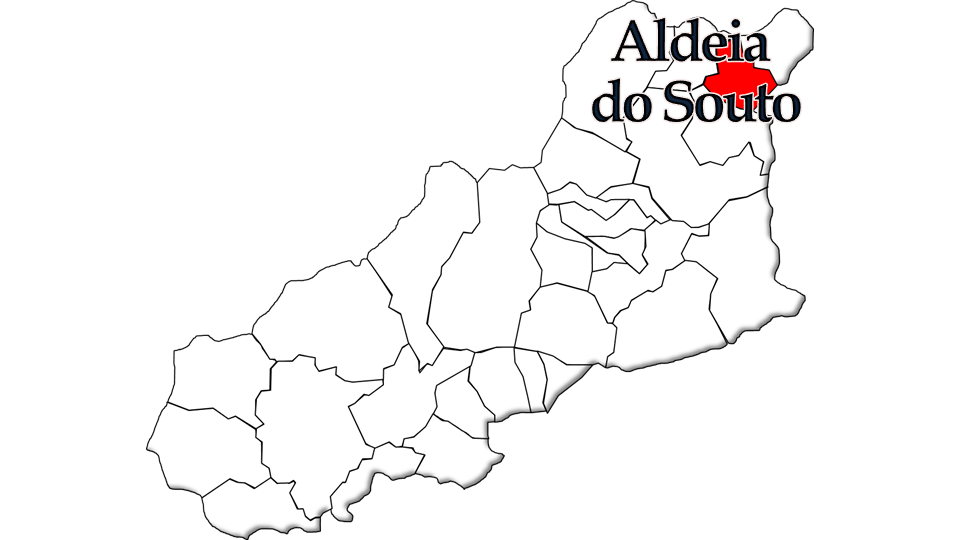
Localização no Município da Covilhã

## População
| População da freguesia de Aldeia do Souto | População da freguesia de Aldeia do Souto | População da freguesia de Aldeia do Souto | População da freguesia de Aldeia do Souto | População da freguesia de Aldeia do Souto | População da freguesia de Aldeia do Souto | População da freguesia de Aldeia do Souto | População da freguesia de Aldeia do Souto | População da freguesia de Aldeia do Souto | População da freguesia de Aldeia do Souto | População da freguesia de Aldeia do Souto | População da freguesia de Aldeia do Souto | População da freguesia de Aldeia do Souto | População da freguesia de Aldeia do Souto | População da freguesia de Aldeia do Souto |
| ----------------------------------------- | ----------------------------------------- | ----------------------------------------- | ----------------------------------------- | ----------------------------------------- | ----------------------------------------- | ----------------------------------------- | ----------------------------------------- | ----------------------------------------- | ----------------------------------------- | ----------------------------------------- | ----------------------------------------- | ----------------------------------------- | ----------------------------------------- | ----------------------------------------- |
| 1864                                      | 1878                                      | 1890                                      | 1900                                      | 1911                                      | 1920                                      | 1930                                      | 1940                                      | 1950                                      | 1960                                      | 1970                                      | 1981                                      | 1991                                      | 2001                                      | 2011                                      |
| 482                                       | 537                                       | 555                                       | 612                                       | 603                                       | 662                                       | 605                                       | 592                                       | 631                                       | 562                                       | 407                                       | 347                                       | 298                                       | 265                                       | 240                                       |

## Património
- Capela de S. João Baptista
- Fontes de Maria Janeira e da Biquinha
- Vestígios de villae romanas da Quinta da Lajeosa e do Raro